# Yasuhikotakia modesta
Yasuhikotakia modesta (Bleeker, 1864) è un pesce di acqua dolce appartenente alla famiglia Cobitidae ed alla sottofamiglia Botiinae, proveniente dall'Asia.

## Distribuzione e habitat
È presente nei bacini del Mekong, Mae Klong e Chao Phraya; preferisce i luoghi con frequente ricambio d'acqua, di solito su substrato fangoso. Durante il giorno si rifugia tra rocce e radici sommerse.

## Descrizione
Presenta un corpo compresso lateralmente, arcuato e piatto sul ventre. Vicino alla bocca, che è posizionata verso il fondo, ci sono dei barbigli. Vicino all'occhio c'è un aculeo che si alza quando il pesce è spaventato. La colorazione è grigia, mentre le pinne sono arancioni; i giovani possono presentare striature verticali scure.
Raggiunge la lunghezza di 25 cm.

## Biologia

### Comportamento
È una specie migratrice: migra negli affluenti per riprodursi.

### Alimentazione
La sua dieta è carnivora ed è composta da invertebrati acquatici come insetti, vermi, crostacei e molluschi.

### Riproduzione
È oviparo e la fecondazione è esterna. Non ci sono cure nei confronti delle uova.

### Malattie
Le malattie comuni in questo pesce sono soprattutto dovute a batteri e a Ichthyophthirius multifiliis, che causa l'ittioftiriasi.

## Acquariofilia
È diffuso in commercio e in cattività può superare gli otto anni di età.

## Conservazione
La lista rossa IUCN classifica questa specie come "a rischio minimo" (LC) perché il suo areale è molto esteso, con la nota che la cattura per l'acquariofilia deve essere monitorata; questa specie è infatti difficile da far riprodurre in acquario a causa dell'impossibilità di migrare.